# タンパク質中毒

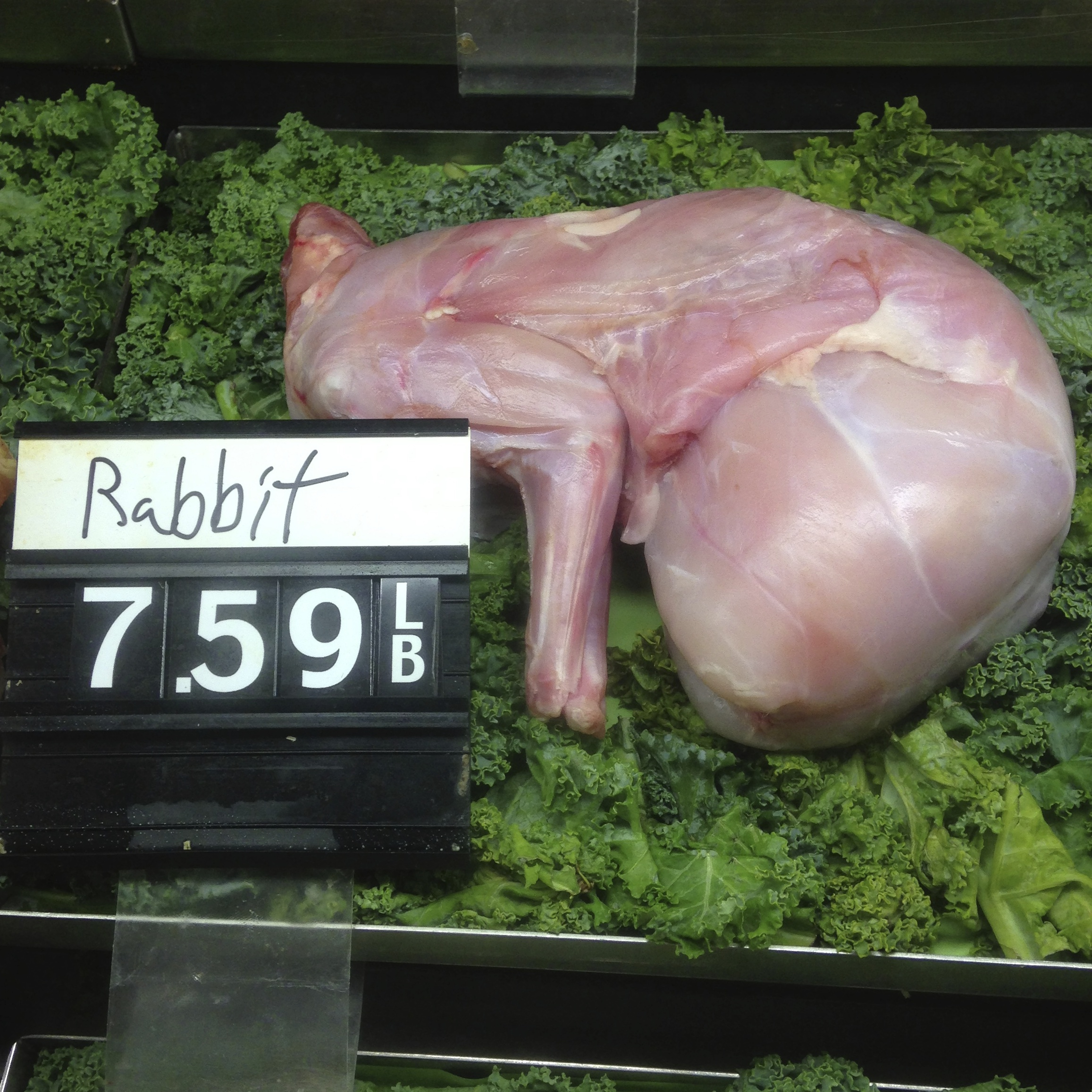
脂肪がほとんど無いウサギの肉

タンパク質中毒(たんぱくしつちゅうどく, Protein Poisoning)とは、摂取カロリーの大半を脂肪が少ない赤身肉で賄うことにより、脂肪の摂取量が足りない食事が原因で惹き起こされる急性の栄養失調を指す。「ウサギ飢餓」「カリブー飢餓」「脂肪飢餓」とも呼ばれる。この概念については、古代人類の食生活、とりわけ最終氷期最盛期(Last Glacial Maximum)や、高緯度地域に住む人類の食生活に関する原始人類学的調査の背景状況で討論が行われている。
「ウサギ飢餓」という用語は、ウサギの肉は脂肪が少なく、そのほとんどがタンパク質で構成されており、それだけを食べ続けると中毒症状を惹き起こす食べ物である点に由来する。過酷な寒冷地に生息している動物たちも、同じように痩せていく。
報告されている症状として、最初は吐き気や疲労感に襲われ、下痢を起こし、最終的には死に至る。

## 観察記録
アッピアノスによるローマ史『Appian's Roman History, Volume I, Book VI: The Wars in Spain, Chapter IX』の223頁には、紀元前150年ころ、インテルカティア(Intercatia)という都市を包囲していた際に、多くのローマ兵たちが、ウサギの肉を食べたのち、重度の下痢を起こして死亡した趣旨が記述されている。
......ローマ軍の陣営は未知なる恐怖に覆われていた。兵士たちは疲労、睡眠不足、加えて不慣れな食事が原因で病気を患っていた。ワイン、塩、酢、油も無く、小麦、大麦、鹿肉とウサギの肉を、塩を使わずに茹でて大量に摂取していた。これが赤痢の原因となり、多くの兵士たちが命を落とした。
生物学者のチャールズ・ダーウィン(Charles Darwin)は、HMSビーグル号の第二次航海での乗船中にタンパク質中毒について記録しているが、名前は付けていない。1832年9月17日、バイア・ブランカとブエノス・アイレスの境目にあるタパルゲンにて、ダーウィンは以下のように記録している。
ここでビスケットを買えた。私はこの数日間、肉以外の食べ物を口にしていない。この新たな食習慣は嫌いではないが、激しい運動をしなければ私の身体には合わないような気がしてきた。イングランドでは、患者が動物性食品だけを出された場合、眼前に希望を見出していたとしてもほぼ耐えられなくなる、と聞いたことがあるが、パンパに住むガウチョたちは、数か月間、牛肉以外のものを食べていない。あまり動物化が進んでいない脂肪を彼らは沢山食べており、アグーチのような脂肪の無いパサパサした肉を強く嫌っているように見える。リチャードソン博士も「脂肪がほとんど無い動物性食品だけを長きに亘って食べ続けていた場合、脂肪に対する欲求が非常に強まるようになり、混じり気の無い脂肪や油たっぷりの脂肪であっても吐き気を催すことなく大量に摂取できるようになる」と述べていた。これは興味深い生理学的事実に思える。ガウチョたちが長時間絶食していても平気でいられるのは、肉食動物たちと同じく、おそらくは彼らの普段の肉食生活によるものであろう。タンディールでは、とある部隊が3日間に亘って飲まず食わずのまま先住民の一団を追跡した、と聞いている。
カナダ生まれ、アメリカ育ちの探検家、ヴィルヒャムル・ステファンソン(Vilhjálmur Stefánsson)は、北極圏にてエスキモーたちと暮らした経験があり、そこで肉と魚だけを食べる狩猟採集生活を送っていたが、病気を患うことは無かった。仲間の探検家、カーステン・アンダーソン(Karsten Anderson)も同様であった。1928年2月、ステファンソンとアンダーソンの2人は、エスキモーたちの食生活を手本に、肉だけを食べる食事を奨励する一環およびその食生活の影響について立証するため、ニューヨークにあるベルヴュー病院(Bellevue Hospital)のラッセル・セイジ病理学研究所代謝病棟に入院し、肉食生活で1年間過ごす実験に着手し、2人の身体の代謝の性能が注意深く観察された。この実験にあたっては、アメリカ食肉協会(American Meat Institute)が資金を提供した。ステファンソンによるウサギ飢餓の経験の再現を試みた研究者たちは、ステファンソンに「脂肪がほとんど無い肉だけを食べる」よう依頼した。すると、ステファンソンの身体にはたちどころに下痢の症状が発現した。脂肪を摂取すると身体は回復したが、そこから便秘が10日間続いた。この研究では、持続可能と思われる完全肉食生活の影響と、死につながる重大な影響を示すウサギ飢餓の両方について観察した医学文献は後にも先にもこれだけである、と説明されている。
ステファンソンは1946年の著書『Not by Bread Alone』の中で以下のように記述している。
脂肪が多い動物に依存している集団は、狩猟生活者の中ではこの上なく幸運であり、脂肪飢餓に悩まされる心配は無い。この問題で最も深刻なのは、アメリカにおいて最も痩せた動物であるウサギの肉にときおり依存する場合がある森林に暮らす先住民であり、彼らは「ウサギ飢餓」として知られる極度の脂肪飢餓に陥っている。ウサギの肉を食べている場合、ビーヴァーネズミ、ヘラジカ、魚…脂肪の摂取源が無い場合、約1週間以内に下痢を起こし、頭痛、倦怠感、そして、漠然とした不快感に襲われる。ウサギの肉が十分にあれば、ヒトは胃がはち切れんほどに食べるが、どれだけ食べたところで満足感を得られることは無い。脂肪が無い肉を食べ続けた場合、断食するよりも早死にする、と考える人もいるが、そう断じるだけの十分な証拠はまだ無い。ウサギ飢餓や、脂肪が無い肉の摂取が原因による死亡は滅多に起こるものではない。誰であれ、この本源は理解しているし、可能な限りの予防策は当然講じられるものだ。
第二次世界大戦中、アメリカ陸軍航空部隊航空管制司令部が発行した北極圏での生存冊子には、兵士たちへの警告文が語気を強める形で盛り込まれている。
「脂肪こそが何よりも大事なのであり、諸君らが不時着したその区域にたまたまウサギがたくさんいたからといって、ウサギの肉だけを食べるなどという行為は、如何なる事情があろうともやってはならない。ウサギの肉を食べ続けると、身体が『ウサギ飢餓』に陥り、1週間ほどで下痢が始まり、そのまま食べ続ければ死に至るかもしれない」

## 生理機能
アメリカとカナダにおける、タンパク質の摂取基準の再考察では「ウサギ飢餓」について言及しているが、2005年の時点で、『Tolerable upper intake level』、すなわち「タンパク質の安全な摂取上限量」を確立するにはより十分な証拠が必要である、と結論付けている。
2006年に発表された論文『A review of issues of dietary protein intake in humans』（「ヒトにおける食事タンパク質摂取の問題点についての再考察」）では、タンパク質が総エネルギー摂取量の35%を超える場合、高アミノ酸血症、高アンモニア血症、高インスリン血症、吐き気、下痢、さらには死（「ウサギ飢餓症候群」）に至る危険がある、としている。北極圏で暮らす狩猟採集民の動物性タンパク質の摂取量は、季節的要因から、45%にまで増加することがある。
タンパク質の摂取量については「摂取エネルギー全体の25%であり、体重1kgにつき2.5g以内」に推奨されている。

## 参考
1. ↑  Cordain, L.; Miller, J. B.; Eaton, S. B.; Mann, N.; Holt, S. H.; Speth, J. D. (March 2000). “Plant-animal subsistence ratios and macronutrient energy estimations in worldwide hunter-gatherer diets”. The American Journal of Clinical Nutrition 71 (3):  682–692. doi:10.1093/ajcn/71.3.682. ISSN 0002-9165. PMID 10702160.
2. ↑  Hosfield, Rob (2016-10-02). “Walking in a Winter Wonderland? Strategies for Early and Middle Pleistocene Survival in Midlatitude Europe”. Current Anthropology 57 (5):  653–682. doi:10.1086/688579. ISSN 0011-3204.
3. 1 2  Hardy, Bruce L. (2010-03-01). “Climatic variability and plant food distribution in Pleistocene Europe: Implications for Neanderthal diet and subsistence” (英語). Quaternary Science Reviews 29 (5):  662–679. Bibcode: 2010QSRv...29..662H. doi:10.1016/j.quascirev.2009.11.016. ISSN 0277-3791.
4. 1 2 3  Fiorenza, Luca; Benazzi, Stefano; Henry, Amanda G.; Salazar‐García, Domingo C.; Blasco, Ruth; Picin, Andrea; Wroe, Stephen; Kullmer, Ottmar (2015). “To meat or not to meat? New perspectives on Neanderthal ecology” (英語). American Journal of Physical Anthropology 156 (S59):  43–71. doi:10.1002/ajpa.22659. hdl:10550/42057. ISSN 1096-8644. PMID 25407444.
5. ↑  "Appian's Roman History, Vol. I-III.", Edited and translated by Brian McGing. Loeb Classical Library 2. Cambridge, MA: Harvard University Press, 1912.
6. ↑  Charles, Darwin (2006). “Voyage of the Beagle: Bahia Blanca to Buenos Ayres”. In Wilson, Edward. From So Simple a Beginning: The Four Great Books of Charles Darwin. London, New York: W. W. Norton & Company. p. 121. ISBN 978-0-393-06134-5
7. ↑  “Clinical Calorimetry: XLV. Prolonged Meat Diets With A Study Of Kidney Function And Ketosis” (PDF). J. Biol. Chem. 87 (3):  651–668. (February 13, 1930). doi:10.1016/S0021-9258(18)76842-7 2020年7月25日閲覧。.
8. ↑  "Not by Bread Alone", Vilhjalmur Stefansson, Publisher, Macmillan, 1946
9. ↑   Jungle, Desert, and Arctic Emergencies Booklet. Flight Control Command Safety Education Division of the United States Army Air Forces. (1 January 1941). p. 116,119
10. ↑   Dietary Reference Intakes for Energy, Carbohydrate, Fiber, Fat, Fatty Acids, Cholesterol, Protein and Amino Acids, Institute of Medicine. National Academy Press, (2005), doi:10.17226/10490, ISBN 978-0-309-08525-0
11. 1 2  Bilsborough, S; Mann, N (April 2006). “A review of issues of dietary protein intake in humans.”. International Journal of Sport Nutrition and Exercise Metabolism 16 (2):  129–52. doi:10.1123/ijsnem.16.2.129. PMID 16779921.
12. ↑  Lahtinen, Maria; Clinnick, David; Mannermaa, Kristiina; Salonen, J. Sakari; Viranta, Suvi (December 2021). “Excess protein enabled dog domestication during severe Ice Age winters”. Scientific Reports 11 (1):  7. Bibcode: 2021NatSR..11....7L. doi:10.1038/s41598-020-78214-4. PMC 7790815. PMID 33414490.